# Deudorix elealodes
Deudorix elealodes är en fjärilsart som beskrevs av George Thomas Bethune-Baker 1908. Deudorix elealodes ingår i släktet Deudorix och familjen juvelvingar. Inga underarter finns listade i Catalogue of Life.